# Lac Orivesi
Le lac Orivesi est un lac finlandais situé dans les régions de Savonie du Sud et de Carélie du Nord  en Finlande,,.

## Géographie
Avec une superficie de 601,30 km2, le lac  est le septième de Finlande.